# 3911 Отомо
3911 Отомо (3911 Otomo) — астероїд головного поясу, відкритий 31 серпня 1940 року.
Тіссеранів параметр щодо Юпітера — 3,207.
Названо на честь Отомо (яп. おおとも(大友) о:томо)